# Hideki Tojo
Hideki Tōjō (Japans: 東條 英機, Tōjō Hideki) (Tokio, 30 december 1884 – aldaar, 23 december 1948) was een Japans militair en politicus tijdens de Tweede Wereldoorlog.
Tōjō werd geboren te Tokio. Hij had een succesvolle carrière binnen het Japanse Keizerlijke Leger. In 1933 werd hij bevorderd tot generaal-majoor. In 1935 stond hij aan het hoofd van de Kempeitai van het in Mantsjoerije gelegerde Kanto-leger. In 1936 werd hij bevorderd tot luitenant-generaal. In 1937 werd hij benoemd tot stafchef van het Kanto-leger. Tōjō was een aanhanger van de 'Groot-Oost-Aziatische Gedachte' en behoorde tot de kliek die Japan in een oorlog stortte. In de laatste kabinetten van premier Fumimaro Konoe was hij minister van Oorlog (vanaf februari 1941).
In oktober 1941 werd hij – als kandidaat van de nationalistische militairen – premier, minister van Binnenlandse en Buitenlandse Zaken. Hij behield tevens het ministerschap van Oorlog.
Aanvankelijk bleek hij bereid om met de Amerikanen tot een vergelijk te komen, maar in december 1941 steunde hij de aanval op Pearl Harbor. Zolang de oorlogssituatie voor de Japanners gunstig was, bezat Tōjō macht, maar geen absolute macht, zoals Hitler en Mussolini. Volgens sommigen bezat hij die wel en had hij zoveel macht dat hij Japans dictator was. Op 18 juli 1944 trad Tōjō als gevolg van een reeks militaire nederlagen af.
Na de Japanse capitulatie (1945) schoot Tōjō zichzelf in de borst bij een poging zelfmoord te plegen. Hij overleefde deze poging en werd korte tijd later door de geallieerden gearresteerd. Vervolgens stond hij terecht in het Proces van Tokio. Hij werd op 12 november 1948 schuldig bevonden aan het beginnen van oorlog tegen diverse landen en onmenselijke behandeling van krijgsgevangenen. Op 23 december van dat jaar werd hij in Tokio opgehangen.
Tōjō wordt verantwoordelijk gehouden voor de dood van bijna vier miljoen Chinezen en het goedkeuren van biologische experimenten op krijgsgevangenen. Dit laatste is uiteengezet in een documentaire in de serie Weird War II van de tv-zender National Geographic Channel. Deze handelt over Japanse activiteiten op het gebied van biologische oorlogvoering, onder meer de inzet van ziekteverwekkers, zoals de pest.

## Jonge jaren
Tōjō werd geboren op 30 december 1884 in Tokio. Al vrij snel in zijn leven werd zijn latere carrière bepaald. Zijn vader, Hidenori Tojo, een zeer toegewijde soldaat van het Japanse leger, kreeg tien kinderen waaronder drie zonen. Omdat twee van zijn zonen jong stierven werd Hideki de oudste van het gezin, en zoals de Japanse traditie het wil, zou ook Hideki Tōjō in de voetsporen van zijn vader treden en een militaire opleiding krijgen. Het jonge leven van Tōjō was sterk gefocust op discipline en volgens het confucianisme dwingt de positie van de oudste zoon heel wat respect af. Tōjō had een grote dunk van zichzelf in die jonge jaren en stond ook steeds op zijn strepen. Dit lokte echter vaak een gevecht uit op school maar hij doorstond ze allemaal.
Toen hij de militaire school betrad bezorgde zijn tengere en kleine gestalte hem heel wat problemen. Bovendien was hij nog bijziend en blonk hij niet uit in iets speciaals. Doordat hij deze gaven ontbeerde moest hij al zijn energie steken in het normale maar tevens harde werk om mee te kunnen met de rest van de jongeren. Hij ontwikkelde in die periode van zijn leven de capaciteit om altijd alles zo perfect mogelijk te doen. Dit definieerde zijn persoon, meer dan iemand anders geloofde hij in de kracht van de eigen wil en vooral in zichzelf. Vaak versloeg hij andere medestudenten in dingen gewoon omdat hij niet opgaf en kost wat kost het onder de knie zou krijgen. Ook in zijn latere carrière werd Tōjō gezien als een persoon met een ongekend doorzettingsvermogen en een uiterst gedisciplineerd en verzorgd karakter.

## Militaire carrière

### Begin
In 1902 zette Tōjō de volgende stap in zijn carrière, de militaire academie waar hij zich inschreef voor de opleiding infanterie. Rond die periode was net de Russisch-Japanse Oorlog uitgebroken en dit zorgde voor een toename in het enthousiasme van het leger. Ongeveer rond de 21ste verjaardag van Tōjō werd eindelijk Port Arthur ingenomen na een lang en zwaar beleg. De jonge officieren zoals Tōjō wilden ook hun kans krijgen om zich te bewijzen in militaire acties. Voor Tōjō kwam deze dag net na de val van Mukden (瀋陽), de dag waarop hij werd aangesteld als 2e luitenant. Maar de glorie die ze zochten werd opgeborgen voor latere tijden, de jonge officieren moesten eerst hun diensttijd in het garnizoen volmaken. Dit en de frustratie van een onderhandelde vrede tussen Rusland en Japan bracht een anticlimax teweeg voor de officieren. Niet alleen de glorie of het eervol sterven werd hun ontnomen maar ook hun kans op snelle promotie viel weg. Dus zat er niets anders op dan te wachten tijdens de tijd van vrede.

### Eerste en enige vrouw in zijn leven
Drie jaar na zijn terugkeer in 1906 trouwde Tojo met Katsu Ito. Katsu was een geëmancipeerde vrouw die niet zomaar de rol van onderdanige huisvrouw op zich zou nemen. Ze was de dochter van een kleine landeigenaar in Kyushu en was een van de weinige vrouwen die hogere studies ambieerde. Het was wel wat vreemd hoe het huwelijk in elkaar zat. Alhoewel Tōjō een redelijke koppig en asociaal persoon was, werd hun huwelijk niet de zoveelste liefdesloze verbintenis die opgedrongen werd door de ouders. Katsu was al vroeg bevriend met de familie en bezocht vaak hun huis. Al snel bleek dat Tōjō haar als zijn toekomstige vrouw wilde. Dat was ook zijn ouders opgevallen maar omdat het normaal de gewoonte is dat de ouders de bruid kiezen werd het huwelijk in het begin niet zo gelukkig onthaald. De moeder van Tōjō weigerde zelfs een tijdlang om haar in het familieregister in te schrijven. Katsu had het zeker niet makkelijk met de strikte moeder van Tōjō en vroeg zich af of het niet beter zou zijn om zijn familie en hem te verlaten. Uiteindelijk besloot ze toch te blijven door de aanhoudende steun en liefde van Tōjō.
Het huwelijk werd een succes en ze leefden gelukkig samen. In 1911 bracht ze het eerste kind van Tōjō op de wereld in het ouderlijke huis van Tōjō in Kōjimachi, Tokio. Ze zouden later nog zes andere kinderen krijgen. Dat Tōjō niet de man was die iedereen dacht dat hij was blijkt vooral uit de getuigenissen van zijn vrouw 17 jaar na zijn dood. Ze blikte terug op hun leven samen met een gevoel van verdriet en affectie. Elke dag dacht ze aan haar man en bezocht het familie-altaar om hem te eren. Ze vond haar man een heel zacht en warm persoon. Hij was wel een man van weinig woorden en niet iedereen begreep hem altijd maar ze kon altijd op zijn steun rekenen. Ze consulteerde hem dan ook altijd alvorens een grote beslissing te nemen. Nu hij de verantwoordelijkheid van een huwelijk en een gezin droeg, werd de druk op hem nog groter om zijn vader achterna te gaan.

## Opkomst

### Toekomst verzekerd
Door harde arbeid en lange uren van geconcentreerd werk steeg hij traag in de hiërarchie. Hij werd benoemd tot luitenant op 23-jarige leeftijd en werd pas zes jaar later kapitein. Zijn harde werk viel ook hoger geplaatsten op en dit leverde hem een plaats op in het college voor stafleden. Hij was bijna 30 wanneer hij daar afstudeerde, maar nu was zijn verdere toekomst tenminste verzekerd. Door zijn status van staflid moest hij niet op vroege leeftijd op pensioen gaan, wat wel het geval was bij minder succesvolle officieren.
Een paar maanden na de dood van Meiji (keizer) (明治天皇) in 1912 begon voor Tōjō en zijn familie ook een periode van rouw. Zijn vader stierf op 57-jarige leeftijd. Hij was het grote voorbeeld voor Tōjō omdat hijzelf van lage afkomst was maar toch een indrukwekkende militaire carrière had opgebouwd. Het eindpunt van zijn carrière was de benoeming tot generaal. Rond 1915 kwam de tijd van oorlog weer terug voor Japan dat besloot om de haven van Tsingtao, op dat moment in Duitse handen, in te nemen en zo de eerste stappen in China te zetten. De Japanners slaagden in deze opzet en legden China de "21 eisen" voor. Van al deze veranderingen merkte Tōjō maar weinig, hij deed enkel mee in een aanval tegen de Bolsjevieken in Siberië. Buiten dat klein verzetje zat hij zijn staftijd uit in verscheidene regimenten zonder eigenlijk mee te doen in de oorlog. Maar zijn harde werk ging wederom niet onopgemerkt voorbij, hij werd geselecteerd voor een missie in het buitenland.

### Kort verblijf in het buitenland
In 1919 werd hij aangesteld als militair attaché in Zwitserland en Duitsland. Het Japanse officierenstelsel was gemodelleerd op dat van Duitsland en de studie hiervan betekende de toetreding tot een select groepje elite-officieren. Ook Hidenori Tōjō, de vader van Hideki Tōjō, had de eer dit te mogen meemaken. Deze kleine periode, die veel weg had van een pelgrimstocht, was een belangrijk punt in de ontwikkeling in de denkwijze van Tōjō. Hij bewonderde de Duitsers omwille van hun hardheid en hun vermogen om toch op te staan in tijden van moeilijkheden. Vaak zei Tōjō dat de Japanners nog heel wat konden leren van de Duitsers.
Omdat zijn verblijf in het westen een beetje uitliep had Tōjō maar beperkte tijd om het grote Amerika te zien. Mede door het feit dat hij er maar kort verbleef ontwikkelde Tōjō een negatief beeld van Amerika. Hij dacht een Amerika te zien dat rijk en blijkbaar onaangeraakt door de Eerste Wereldoorlog gekomen was. Daarboven vond hij dat de Amerikanen redelijk onbeleefd en zeer nonchalant waren. Op het militaire vlak dacht Tōjō dat Amerika niet zo ver stond en dat alles in het teken stond van het behalen van materiële welvaart. Hij kwam tot de conclusie dat Amerika misschien wel materieel sterker stond dan de Japanners maar de Amerikaanse wil om te winnen kon niet tippen aan die van het vurige Japan. Dit bleek later een zwak punt te zijn in de gedachtegang van Tōjō.
Tōjō keerde terug als majoor naar Japan in 1922. Hoewel zijn typische bril zijn zicht herstelde was zijn geest niet zo snel te herstellen. Hij bleef maar zitten met de gedachten die hij zich in zijn jonge jaren had gevormd. Vooral de haat tegenover Rusland zat hem diep. Zijn droom bleef " The Great Asia " en om dat te bereiken moest de ultieme vijand Rusland worden verslagen. Ook had hij geen liefdevolle woorden over voor Amerika. Hij vond dat zij indringers waren in Azië en kon geen motief vinden dat Amerika zou kunnen hebben om Japan van zijn veroveringsdrang te houden. Ook vond hij dat het Japanse ras werd gediscrimineerd door de Amerikanen.

### Wisselende visie op het militarisme
Tōjō studeerde met onderscheiding af aan het Militair Staf College en nam bij dit college de job aan van instructeur. Hierbij kon hij met een slecht gevoel getuige zijn van de neergang van het Japanse leger. Op dat moment was de jonge regent prins Hirohito (裕仁) aan de macht. Hij luisterde gehoorzaam naar de ouderen die zetelden in de genrō. Deze hadden het echter gehad met de bewapening van Japan en zagen meer heil in het pompen van geld in de economie. Het leger voelde maar weinig van de economische vooruitgang; maar wat erger was dat het beeld van de militairen achteruit ging. Er werd zelfs openlijk de vraag gesteld of het budget dat werd gespendeerd aan het leger niet te groot was.
Tijdens de Eerste Wereldoorlog waren vooral de handelaren erop vooruitgegaan. Onder andere de Zaibatsu zoals Mitsubishi (三菱) en Toyota waren een voorbeeld voor vele jonge en ambitieuze Japanners. Daartegenover stelde een carrière in het leger helemaal niet zoveel meer voor. Ook het loon van een Japanse officier was niet om jaloers op te zijn. Maar een herwaardering van de militairen kwam er wat ongelukkig bij de grote Aardbeving Kanto 1923. Ze kregen zo de kans om zich in positieve zin te laten opmerken. Het leger betekende dan ook een zeer grote hulp voor de bevolking en won zo weer aan populariteit.
De aardbeving had echter ook negatieve gevolgen voor het Japanse leger. De economie had een zware klap gekregen en er moest opnieuw geld worden ingepompt. Er werd door verschillende groepen in Japan geëist dat het budget voor het leger werd teruggeschroefd. Ondanks hevig protest van ultranationalisten en de militaire top ging de regering akkoord met die eis. Maar er stonden het leger nog ergere zaken te wachten: de regering vroeg zich af of het wel lonend was om de troepen gestationeerd in Mantsjoerije daar te houden. De troepenmacht in Mantsjoerije gestationeerd houden betekende een aanhoudende vijandige houding van de Chinese bevolking, en als Mantsjoerije niet meer in de toekomstige plannen paste van de leiders van Japan dan zou ook het Kanto-leger (関東軍) geen nut meer hebben.

### Incident in Mantsjoerije (満州事件)
Omdat onderhandelen niet zoveel meer uithaalde, besloot het Kanto-leger zijn eigen slag te slaan. Dit gebeurde zonder de goedkeuring van de Japanse regering. De in Mantsjoerije gestationeerde soldaten hadden hun eigen mening over de China-kwestie. Zij zagen terugtrekking uit China niet eens als een optie. In 1928 kreeg Hideki Tōjō voor het eerst het bevel over een regiment. Eindelijk kon hij zijn visie doorgeven aan andere mensen. De invloed van de militairen van het Kanto-leger bereikte Hideki echter niet. Tōjō vond het daarnaast ook ongepast om bezig te zijn met politieke kwesties of andere activiteiten buiten zijn administratieve taken.
Maar door de economische crisis van 1929 leerde Tōjō toch meer over de politieke en sociale kwesties. Niet door boeken of rapporten maar door de verhalen die zijn regimentsleden hem vertelden. Zij stonden symbool voor de miserie en crisis van die tijd. Hij was begaan met de moraal van zijn regiment en hield speciale bijeenkomsten over de staat van de regimenten. Hij zette de officieren aan tot het opkrikken van de moraal, hij vond dat ze vooral oog moesten hebben voor het behoud van de natie en persoonlijke emotionele zorgen opzij moesten zetten, want hij was ervan overtuigd dat soldaten zich niet kunnen concentreren op hun taak als ze persoonlijke zorgen aan hun hoofd hebben.
Een beslissende datum voor Japan was 18 september 1931. Op die dag ondernam het Japanse Kantō-leger een actie tegen de Chinese soldaten gestationeerd in Mukden. Zogezegd reagerend op een aanval van Chinese zijde was heel de operatie opgezet spel. Het Kantō-leger had zonder de toestemming van de regering een regelrechte aanval uitgevoerd op China, dit zou later bekend worden als het Mantsjoerije Incident. Twee officiële afgevaardigden van de Japanse regering werden wandelen gestuurd. Elk werd ontvangen door kolonel Itagaki Seishirō (板垣 征四郎), eentje werd met de schrik op het lijf teruggestuurd. Itagaki was van mening dat China als eerste had aangevallen en dat het leger nu gewoon de nodige acties van zelfverdediging ondernam.
De ander ging akkoord met Itagaki en steunde zijn koerswijziging en verdedigde deze dan ook tegenover de regering.
Tōjō nam geen deel aan deze actie, en had er dan ook geen uitgesproken mening over. Rond die tijd werd hij wel bevorderd tot hoofd van Algemene zaken van het Bureau van Oorlog. Dit veranderde wel degelijk iets voor Tōjō. Vroeger sprak hij zich niet zo vaak uit over allerhande zaken buiten het militaire omdat dat niet zijn gebied was. Maar voor deze job was dat evenwel nodig, dus begon hij meer en meer zijn visie op politieke zaken te verbreden en ook te uiten. In 1934 verloor Tōjō ook nog eens een zeer dierbare vriend van hem, generaal Tetsuzan Nagata (永田). Hij werd vermoord door een jonge ultranationalistische imperialist, luitenant-kolonel Aizawa Saburo (相沢 三郎). Dit maakte Tōjō nog meer vastbesloten om promotie te maken. Dit lukte hem dan ook een jaar later toen hij in oktober 1935 vertrok naar Mantsjoerije om daar hoofd van de gevreesde Militaire Politie te worden, later bekend geworden onder de naam Kempeitai (憲兵隊).

### Leven in Mantsjoerije
In Mantsjoerije stelde Tōjō direct orde op zaken, hij zou geen onofficiële acties steunen noch toelaten. Hij liet aan iedereen weten dat alleen de Kempeitai de macht had om de wet te handhaven. Kort erna gebeurde wel een soort van opstand die zijn oorsprong vond in Mantsjoerije. Geïnspireerd door het Kabuki-stuk Chūshingura(忠臣蔵) kwam een groep jonge officieren in opstand tegen de toenmalige regering. Het kwam uiteindelijk zo ver dat Hirohito moest ingrijpen en verklaarde dat de zogenaamde loyalisten rebellen en een gevaar voor Japan waren en dus vernietigd moesten worden.
Er kwam van de rebellen ook een oproep naar de mede-officieren die nog in Mantsjoerije waren. Itagaki toonde geen interesse en droeg Tōjō op de orde te bewaren. Tōjō deed dit dan ook zeer grondig. Sinds zijn aantreden in Mantsjoerije had hij van iedere persoon een persoonlijk dossier laten aanleggen. Tōjō's netwerk van informanten, spionnen en geheim agenten slaagde erin alle mogelijke rebellen op te sporen en gevangen te nemen, onder wie ook enkele van zijn voormalige eigen officieren.
Tōjō's doortastend optreden was ook zijn meerderen niet ontgaan. Zijn reputatie als hardwerkende en efficiënte dienaar van het land begon eindelijk verspreid te geraken. Hij nam de plaats van luitenant-generaal Itagaki in 1937 over. Hij werd geselecteerd omwille van zijn betrouwbaarheid en toewijding als militair en het idee dat hij duidelijk niet werd geraakt door de actuele politieke verhoudingen. Tōjō zorgde ervoor dat het leger gestationeerd in Mantsjoerije in een constante staat van paraatheid was.

### Tweede Sino-Japanse Oorlog
Aanleiding voor de tweede oorlog tegen China was het Marco Polobrugincident (盧溝橋事件), waarbij Japanse soldaten die over de grens oefeningen aan het doen waren, werden beschoten door Chinese troepen. Algemeen wordt aangenomen dat er ook provocatie van Japanse zijde in het spel was. Tōjō werd er niet van verdacht dit plan te hebben gesteund of gestart, maar hij was in de jaren dat hij al in Mantsjoerije was tot de overtuiging gekomen dat het regime van Chiang Kai-Shek in China moest worden vernietigd. Aanvankelijk dacht Tōjō dat dit een gemakkelijke volgende stap zou worden in het verslaan van Rusland maar niets was minder waar. De Chinezen waren niet zo eenvoudig te verslaan als men had gedacht en er was eigenlijk heel veel weerstand van hun zijde wat leidde tot irritatie bij de leiders van het Kanto-leger waaronder dus ook Hideki Tōjō.
Tōjō zelf leidde ook een Kanto-groep om de Chinezen die Japanse troepen in Beijing bedreigden te elimineren. Dit was eigenlijk de eerste maal dat Tōjō soldaten op het slagveld leidde. Hij deed dit met zoveel brio en sloeg hard en diep toe in China zodat hij voor Japan het gebied van Binnen-Mongolië veiligstelde. Hij keerde echter al snel na de voltooiing van zijn missie terug naar zijn vertrouwde post in Mantsjoerije. Dat was dan ook zijn enige maar wel succesvolle operatie in China. Ondertussen waren er twee beelden ontstaan over Japan. Enerzijds het beeld dat de rest van de wereld zag: een bruut en agressief Japan dat de Chinese troepen afslachtte maar anderzijds werd in Japan hetzelfde beeld van de Chinese troepen gepropageerd. De Japanse militairen kregen al snel door dat propaganda via radio een zeer effectief wapen werd in het opzwepen van de algemene opinie en maakten hier dan ook veelvuldig gebruik van.
De oorlog kwam langzamerhand op gang en vooral de generaals van het leger hadden nu de macht over de regering, ook al waren er ministers zoals Konoe Fumimaro (近衛 文麿) die dachten dat zij nog steeds controle over het land hadden. Dit was echter niet zo, er kwam meer en meer een vraag naar een meer competente regering die het land kon verdedigen tijdens deze turbulente periode. En zo gebeurde het: generaal Sugiyama (杉山), minister van Oorlog, besloot om af te treden en stelde voor dat de andere regeringsleden dit ook doen. Hij wilde zijn plaats wel afstaan aan iemand die beter geschikt was om het land te redden. Eerste minister Konoe, die graag wilde blijven, ging met dit voorstel akkoord en wendde zich tot personen die wel door het leger werden aanvaard. Een van die personen was generaal Itagaki, die een van de leidende personen was tijdens het Kantō-hoofdstuk in de geschiedenis van Japan. Als geschikte viceminister werd meteen gedacht aan Hideki Tōjō. En zo gaf Tōjō zijn job als leider van het Kantō-leger op om aan zijn eerste politieke baan te beginnen.

### Viceminister
Tōjō was zeker niet geliefd door buitenlandse afgevaardigden die kwamen om te onderhandelen. Blijkbaar werd zijn politieke visie zeer vertroebeld door gedachten uit het verleden die hem nog beheersten. Hij voelde antipathie tegenover de buitenlanders en kon dit niet verstoppen. Hij koesterde nog steeds een groot wraakgevoel tegenover de Britten en Russen. Dit werd ook de buitenwereld duidelijk na een discussie met hem en een groep industriëlen. Nationaal en internationaal werden zijn uitspraken bekend. Hij had openlijk gesuggereerd dat Rusland zich klaarmaakte voor een oorlog tegen Japan. Dit zorgde ervoor dat Tōjō stilletjes werd verwijderd van zijn post als viceminister en werd verplaatst naar de plaats van inspecteur-generaal van de luchtmacht.
In 1939 viel Japans bondgenoot Adolf Hitler Polen binnen. Hiermee begonnen de gevechtshandelingen op het Europese strijdtoneel van de Tweede Wereldoorlog. Ondertussen nam de druk op de Japanse regering toe. Konoe was al afgetreden in 1939 en werd opgevolgd door Hiranuma (平沼). Ook deze bleek niet in staat om de steun van het leger te verwerven. Daarna volgden nog Abe (阿部)en Yonai (米内). Deze laatste was een voormalig admiraal die een eerder traag vorderend nationalistisch beleid voor ogen had. Maar omdat Hitler snel progressie maakte in Europa en België, Nederland en Frankrijk veroverde werden ook de kolonies van deze landen bedreigd. Dit vormde de ideale gelegenheid voor Japan om deze in te palmen. In 1940 werd Yonai door minister van Oorlog Hata Shunroke (畑俊六,) gezegd dat het leger een renovatie van de interne structuur wenste om de internationale situatie aan te kunnen. Minister Hata zelf trad hiervoor af en daardoor was het politiek onmogelijk om de huidige regering bijeen te houden aangezien dit niet mocht zonder dat er een minister van Oorlog was.
Voormalig premier Konoe had al een alternatief voorzien. Hij stelde een unificatie voor van alle partijen onder één grote noemer namelijk de Taisei Yokusan-kai (大政翼賛会 De vereniging voor steun aan het keizerlijk systeem). Het doel van deze beweging of organisatie was om het Japanse volk te verenigen door terug te keren naar de oude Japanse geest en deugden. Aan de basis hiervan lag Shin Taisei, of de studie van oude kunsten en folklore. En dus begon Konoe aan zijn tweede ambtstermijn als premier van een eenpartijkabinet in juli 1940. Aan Hata werd gevraagd zijn eigen opvolger te zoeken. Het moest zeker een man zijn die de controle kon houden over het leger. De geschikte persoon hiervoor vond Hata in Hideki Tōjō, die de job aanvaardde en de nieuwe minister van Oorlog werd.

### Minister van Oorlog

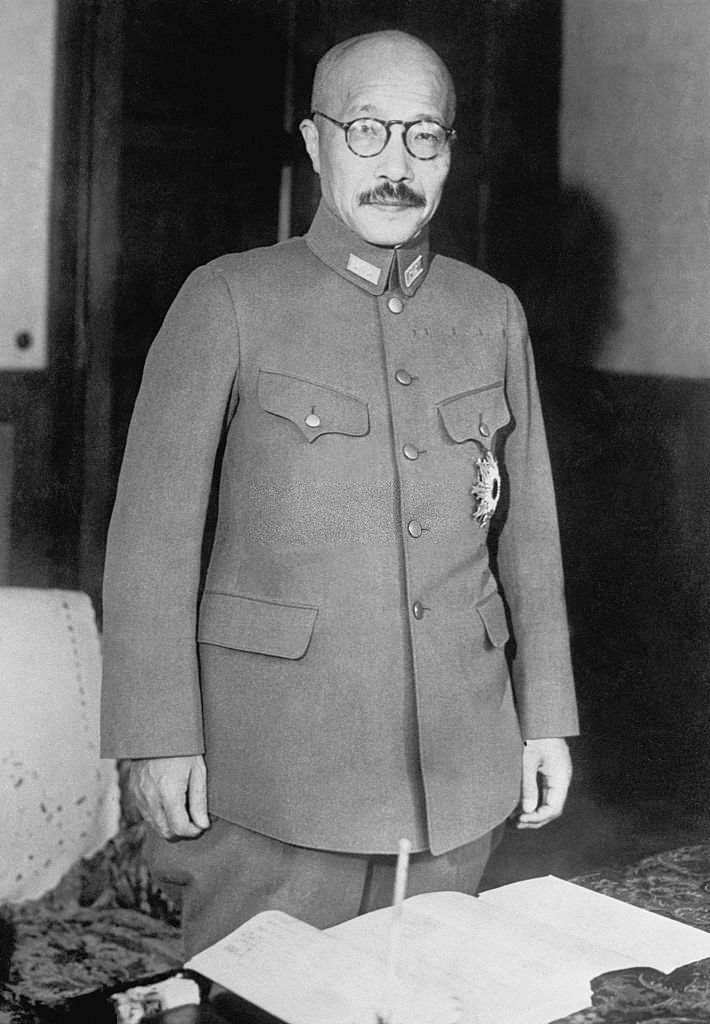
Tōjō in uniform

Al snel na de aanstelling van Konoe bleek dat deze niet ingenomen was met het idee van een democratie. Dit liet hij dan ook al snel weten aan de bevolking. Zo werden onder meer in 1938 en 1939 wetten uitgevaardigd die ervoor zorgden dat het volk nu kon worden verplicht om mee te werken aan de oorlogsvoorbereidingen.
Ondanks zijn vrees voor de Sovjet-Unie was Konoe niet te impulsief, hij besefte ook wel dat een oorlog in de grote vlakten van Rusland een van de slechtste keuzes zou zijn. Konoe wilde ook koste wat kost de oorlog met Amerika vermijden, maar later werd duidelijk dat dit al van in het begin een taak zou zijn waar hij niet tegen was opgewassen. Na zijn falen stond hij dan ook de positie van premier af aan Tōjō.
In het begin leek het er nog op dat Tōjō en Konoe goed met elkaar overweg konden. Tōjō stemde in met het idee dat het hoofdstuk China snel gesloten moest worden, ze vonden ook allebei dat de discipline in het leger moest gehandhaafd worden en dat het leger en de marine nauwer moesten samenwerken. Zelfs over de herstelling van de macht van de post als eerste minister had Tōjō een positieve mening. Maar dit gevoel begon na een tijdje om te slaan. Toen Konoe's beleid nergens toe bleek te leiden en twijfel in de geest van Konoe sijpelde, veranderde Tōjō's aanvankelijke eerbied in een gevoel van verachting. De nieuwe doelen van het kabinet Konoe waren een expansie van het Japanse territorium. Dit betekende de toevoeging van onder ander de Filipijnen, maar dit was evenwel tegen de zin van Amerika. Voor het eerst dreigden enkele ministers dat Japan zou terugvechten.
In Europa had Hitler op dat moment alles onder controle en was bezig plannen te maken voor een verrassingsaanval tegen Rusland. Samen met Japan en Italië werd op 27 september 1941 het driemogendhedenpact ondertekend. Hitler was ervan overtuigd dat Rusland snel veroverd zou zijn en dit gevoel werd gedeeld door Tōjō. Hij begon het leger klaar te stomen voor de oorlog en beval de aanzet tot een volledige bewapening van Japan. Vooral het Kanto-leger in China werd in opperste staat van paraatheid gebracht. Japan's invloedssfeer in die periode werd nu snel uitgebreid en al snel reikte die tot het noorden van Frans Indo-China. Enige tijd later bezette Japan volledig Indo-China en hadden ze een perfecte uitvalsbasis voor hun luchtmacht en marine. De beslissing om Indo-China te bezetten werd genomen door Tōjō en andere ministers en verantwoordelijken. Dit besluit was duidelijk verbonden met het idee dat als er verzet kwam men desnoods de oorlog aan Amerika en Groot-Brittannië zou verklaren.
Overal in Japan begon men zich voor te bereiden op de grote oorlog. Verschillende verkenningsschepen en vliegtuigen namen poolshoogte van de militaire situatie in Amerika zoals koerswijzigingen van de Amerikaanse vloot of de toestand rond Hawaï, waar de Amerikaanse vloot zich had verzameld. De verovering van Indo-China bleef niet zonder gevolgen, vlak na de landing van Japanse troepen in Indo-China kondigden de VS, Groot-Brittannië en Nederland een handelsembargo op tegen Japan. De ergste klap voor Japan kwam kort erna, de VS stopte de uitvoer van aardolie naar Japan. Dit zorgde ervoor dat Japan na enkele maanden met een tekort aan olie zou komen te zitten en dus er moest snel een plan bedacht worden. Dit plan was het veroveren van de olievelden van Nederlands-Indië.
Dit zou waarschijnlijk leiden tot oorlog met Amerika, maar premier Konoe kreeg nog wel tijd tot oktober om te onderhandelen met de VS over een eventueel vredesakkoord. Omdat vorige onderhandelingen niet echt effectief waren, stelde Konoe uiteindelijk een gesprek met President Roosevelt voor. Hevig verzet op dit idee kwam er niet hoewel Tōjō hier niet tevreden mee was. De reden hiervoor was dat Duitsland deze onderhandelingen misschien als een belediging zou kunnen opvatten. Hij hield een eventueel gesprek echter niet tegen, maar de hoop van Konoe bleek verloren moeite; Amerika wilde eerst garanties dat de Japanners zouden toegeven en weigerden dus een rechtstreeks gesprek. Uiteindelijk werden Konoe, Sugiyama en Nagano (永野) bij de keizer geroepen die zich afvroeg wanneer de geplande verdere verovering zou plaatsvinden.
De onderhandelingen bleven maar op niets uitdraaien en kritiek op Konoe was overal te horen. Ook uit de hoek van Tōjō. Hij vertelde de premier dat de tijd van overleggen en onderhandelen voorbij was en dat er tijden waren waarin er actie moest ondernomen worden ongeacht de risico's. Tijdens de laatste conferentie voor de deadline die aan Konoe was opgedragen veranderde Admiraal Oikawa(及川) van mening en zei dat de marine aan de kant van de minister stond en dat zijn keuze voorgaat op al de rest. Dus als Konoe de onderhandelingen nog wilde voortzetten, dan had hij het fiat van Oikawa om door te gaan. Het grote probleem tijdens de onderhandeling was de bezetting van China door Japanse troepen. Dat was echter het gebied van Tōjō en hij wilde van geen wijken weten, zijn oordeel was dat de Japanse troepen essentieel waren voor het behouden van Manshukoku en Korea en voor het tegenhouden van de verspreiding van het communisme.
Hideki weigerde alle andere voorstellen van Konoe om hem toch over te halen. Hij kon niet toegeven aan een land dat de macht over het Oosten voor zichzelf wilde. Een gesprek hieromtrent liep zelfs uit de hand en Tōjō raadde Konoe aan om voortaan uit zijn buurt te blijven want hij was niet zeker of hij zijn woede wel kon controleren. Ook stuurde hij aan op het ontslag van Konoe die niet anders kon dan hieraan toegeven, en dus moest er een nieuw kabinet gevormd worden maar wie zou dit leiden? Wie was er sterk genoeg om Japan naar een eventuele overwinning te leiden? Uiteindelijk ging het nog tussen twee personen, namelijk Hideki Tōjō en Admiraal Oikawa. Maar de druk die het leger uitoefende op de leiders was vreselijk groot en dus was de vraag of een marinebevelhebber de militairen wel de baas kon.
Formateur Kido (木戸) riep Hideki bij zich om hem uit te horen. Tōjō werd door iedereen wel gezien als iemand met genoeg discipline en loyaliteit. Maar Kido wilde toch ook eens zijn visie en plannen horen. Tōjō vond dat de marine doorslaggevend was. Admiraal Oikawa had verkondigd dat de marine over de kwestie van oorlog of vrede intern verdeeld was. Maar Admiraal Nagano ontkende dit, als bleek dat de marine over de wilskracht en reserves beschikte dan was de keuze voor oorlog onvermijdelijk volgens Tōjō. Blijkbaar was dit genoeg voor Kido en had deze zijn besluit genomen. En zo geschiedde het, op 17 oktober werd Hideki Tōjō tot premier benoemd door Keizer Hirohito. Hij vroeg om even een moment alleen te zijn op het moment van zijn aanstelling om in zichzelf te kijken of hij het wel waard was om deze eer te krijgen. Na een tijdje aanvaardde hij nederig de hoogste politieke post die men maar kon krijgen in Japan.

## Eerste minister van Japan

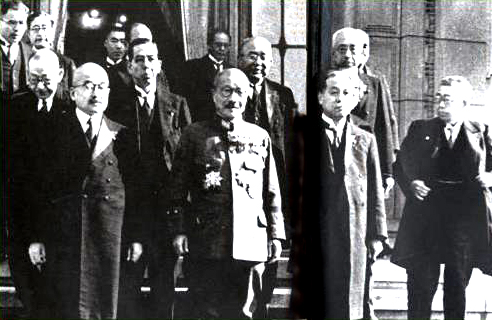
Tōjō met zijn ministers

### Aanzet tot de oorlog
Over heel de wereld werd zijn aanstelling met belangstelling gevolgd. Voor de meeste landen betekende dit dat Japan zich nu in de oorlog zou storten. Hij werd afgebeeld als een soldaat-premier die zonder tegenstribbelen de bevelen van het leger zou opvolgen. In het kamp van de nazi's echter werd de aanstelling met applaus ontvangen. Zijn beeld was dat van een met energie gevulde man voor wie de woorden "plicht is plicht" niet enkel woorden zijn. De koers die Japan zou varen stond nu wel ongeveer vast.
Tōjō stelde Admiraal Tōgō Shigenori(東郷茂徳) aan als minister van Buitenlandse Zaken. Tōjō zelf gaf zich ook nog de titel van Minister van Oorlog. Op dezelfde dag nog als zijn aanstelling, gaf Tōjō zijn eerste toespraak als eerste minister. Hij stuurde aan op eenheid en Japan's vastberadenheid om mee te werken aan wereldvrede. Hiervoor wilde hij de "Greater East Asia Co-prosperity Sphere "bedacht door Konoe, verder uitwerken. Ook de onderhandelingen met Amerika werden nog voortgezet ook al waren ze misschien futiel. Tōjō moest vooral de samenwerking tussen de marine en het leger behouden en versterken. Maar toch waren deze zogezegde initiatieven tot vrede slechts schijn, Tōjō bleef van mening dat Japan ten oorlog moest trekken. Hij was ervan overtuigd dat Amerika's acties gericht waren op het verdrijven van de Japanse troepen in China.
Nadat de verlengde deadline van de onderhandelingen met de VS gepasseerd was, verkondigde de eerste minister dat het land heerste in een staat van crisis. Op vergaderingen werd geopperd door Admiraal Nagano dat als Japan tot november wachtte met aanvallen dat het zich dan misschien zou moeten overgeven zonder te vechten. En dit spoorde Tōjō aan tot actie, hij verklaarde dat het beter was om de dood tegemoet te gaan in een poging tot een onafhankelijk leven dan met gevouwen handen wachten op de uitroeiing. Hierop volgend stapte Tōjō naar de keizer om te melden dat een finale onderhandelingspoging zou worden ondernomen maar als dit geen resultaat bekwam dat Japan moest overgaan tot de oorlog.
Concreet nam dit de vorm aan van de Aanval op Pearl Harbor. Toen de schepen die opgedragen waren om de missie uit te voeren op weg waren naar de Koerilen sprak Tōjō het parlement toe. Hij zei dat Japan op het kruispunt stond van zijn 2600-jarig bestaan. Ook voegde hij eraan toe dat derde machten geen obstructie meer zouden vormen voor de volledige inpalming van China. Hij feliciteerde zelf Duitsland en Italië met hun voortgang en hoopte dat zij tezamen een nieuwe wereldorde zouden kunnen stichten, gebaseerd op Rechtvaardigheid. Toen de laatste onderhandelingspoging faalde, vroeg iedereen zich nu af wat Hideki Tōjō ging doen. Vrienden, politici drongen aan op een snelle beslissing en sommige begonnen hem al besluiteloos te noemen maar Tōjō liet zich niet opjagen.
Op 26 november kwam Tōjō met zijn besluit naar buiten, tijdens een parlementaire zitting waar ook de keizer aanwezig was stapte hij vol met respect naar de verhoging waarop de keizer zat en overhandigde hem een brief waarin de regering wetten had goedgekeurd die noodzakelijk waren in de tijd van nood. In de toespraak die volgde verkondigde Tōjō dat de Amerikanen, Britten en Nederlanders een complot hadden beraamd tegen Japan. In de nacht die volgde op deze speech vertrokken de schepen, gestationeerd in de Koerilen, voor het uitvoeren van hun missie, de Aanval op Pearl Harbor. Tōjō claimde hier niets van af te weten en of dit al dan niet echt zo was is nog altijd niet duidelijk. Maar toen hij op de viering van het anti-Kominternpact een paar dagen na het begin van de missie een toespraak hield kon men wel afleiden dat een aanval van Japanse zijde imminent was.
Keizer Hirohito wilde het niet zo ver laten komen en vroeg zich af of er niets meer kon gedaan worden om de oorlog af te wenden. Tezamen met een raad van adviseurs, waaronder Konoe, besprak Hirohito het hele gebeuren nog eens met de premier. Tōjō, gesteund door zijn kabinet en het hoogste commando oordeelde dat oorlog onvermijdelijk was voor het behoud van Japan. Er was geen weg meer terug, en hij stelde dat Japan er niet zo slecht voor stond. Als het de Pacific Fleet kon uitschakelen en de grondstoffen van Nederlands-Indië kon veroveren dan had Japan een stabiel gebied veroverd waar het zou kunnen blijven standhouden. Tōjō stelde zelfs voor dat als er andere waren met betere ideeën dat die dan nu naar voren stapte maar niemand had blijkbaar een beter voorstel. Op 2 december verklaarde Tōjō dat Japan ten strijde zou trekken tegen de VS, Groot-Brittannië en Nederland. Door de overdreven en zelfs absurde eisen van Amerika en de toenemende militaire en economische druk van deze grootmacht op Japan moest er nu iets gebeuren. En Japan had net de top bereikt van zijn militaire capaciteit.

### Begin van WO II voor Japan
Hideki Tōjō en de rest van Japan mochten in de maanden die volgden twee keer juichen. Eenmaal na de Aanval op Pearl Harbor die door de Japanners als een groot succes werd gezien. Ook na de verovering van de Britse basis in Singapore, werd er stevig gevierd. Tōjō zette het parlement in vuur en vlam door de ultieme overwinning te beloven en luid de kreet "Banzai" te roepen. De triomftocht van Japan zette zich ook nadien verder. Op 12 maart konden ze opnieuw vieren, ditmaal voor de verovering van Nederlands-Indië en de val van de Birmaanse hoofdstad Rangoon. Deze hoofdstad werd ingenomen door Thaise troepen die zich aan de kant van Japan hadden geschaard. Tōjō zelf werd beloond met de hoogste eer die men van Thailand kon krijgen, de Orde van de Witte Olifant.
De oorlog eiste zijn tol bij de tegenstanders en velen gaven zich ook over: deze gevangenen leidden echter een hard en zwaar bestaan. Mensonwaardig was in vele gevallen niet ontoepasselijk. Deze "slaven" moesten zware arbeid verrichten en werden vaak bespot en mishandeld door de Japanse officieren. Niet alleen hoger geplaatste officieren en ministers maar ook Hideki Tōjō zag dit allemaal door de vingers en later zou dit zich dan ook op hem wreken. Er bestaan genoeg rapporten die uitgebreid de wanpraktijken beschrijven. Mede hierdoor stond Tōjō tijdens het Proces van Tokio terecht voor misdaden tegen de mensheid. Tōjō gaf later zelf toe dat hij van het bestaan van deze praktijken afwist. Hij had er zelfs vragen over gesteld tijdens een bezoek aan de Filipijnen. Tōjō vond dat hij reden genoeg had om dit door de vingers te zien. Zijn visie was dat in het Japanse leger een officier een missie kreeg, maar hoe deze die invulde, werd volledig overgelaten aan de officier.
Toen er een spoorweg moest worden gebouwd tussen Thailand en Birma liet Tōjō zich weer van zijn slechtste kant zien. Hij zei dat de oorlogsgevangenen best gebruikt konden worden voor het meehelpen met het opzetten van deze treinverbinding. Pas na lang aandringen van Mamoru Shigemitsu(重光 葵), zijn minister van Buitenlandse Zaken, gaf hij het bevel voor het opstellen van een rapport over deze wanpraktijken. Toen hij het rapport ontving, gaf hij het door aan beter geplaatste mensen die hier meer mee konden aanvangen. Tōjō zelf beval enkel de aanklacht tegen een officier die zijn boekje wel erg te buiten was gegaan.

### Eerste grote nederlaag

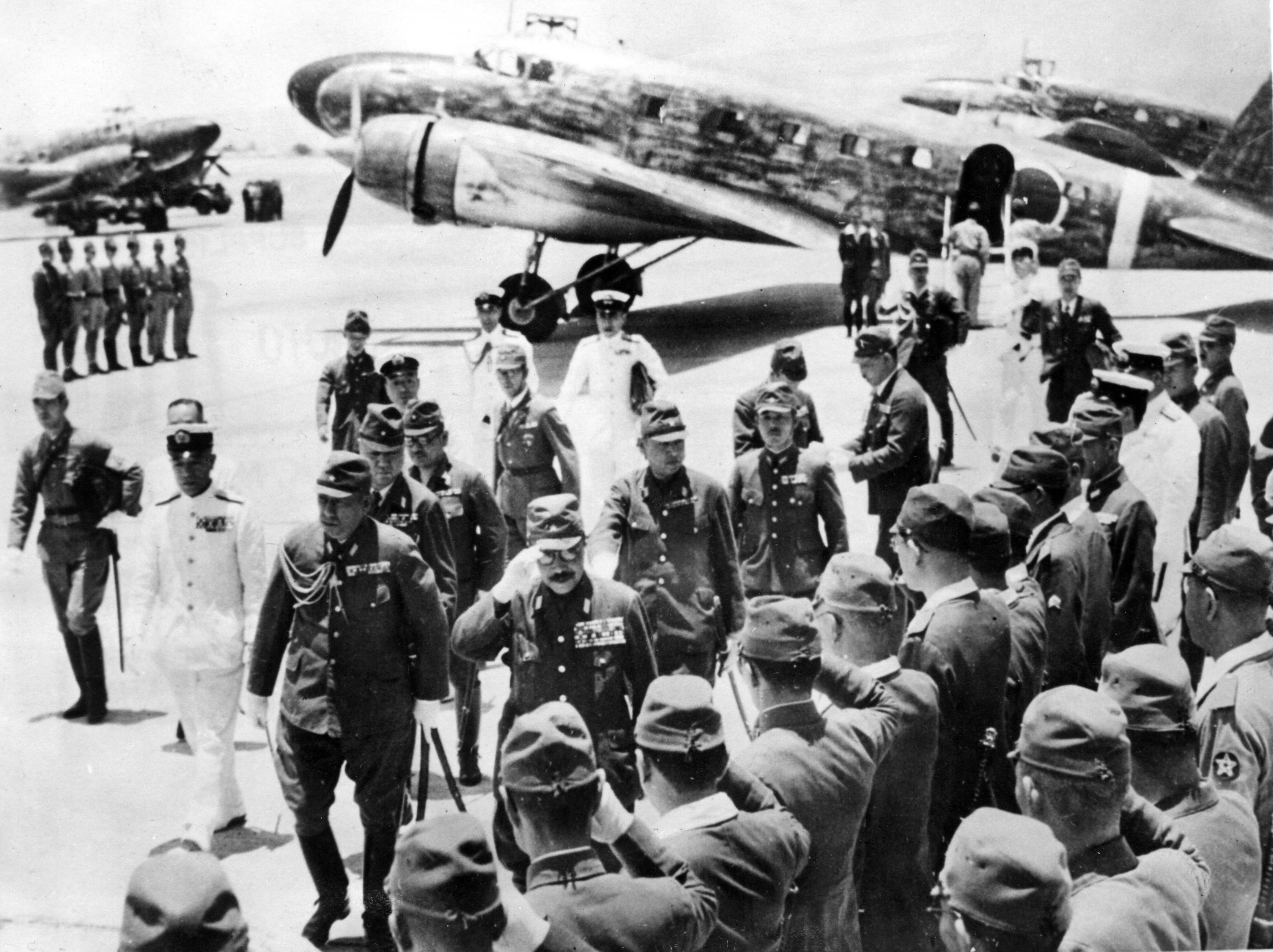
Tōjō te Manilla in 1943

De slag om Midway was voor de Japanners de eerste echt grote tegenslag. Admiraal Isoroku Yamamoto die de aanval op dit eiland leidde had geen rekening gehouden met de bij de geallieerde troepen beschikbare militaire informatie over de Japanse militaire status. Het bezit van radar was van groot belang voor de Amerikanen maar ook strategisch waren ze efficiënter. Uiteindelijk verloor Japan vier vliegdekschepen, de helft van de gehele Japanse vloot. Na deze nederlaag sprak Tōjō het land wederom toe. Hij beloofde om door te vechten zolang het nodig was om de vijand te vermorzelen. Zelf was hij ervan overtuigd dat Japan economisch, militair en politiek sterk genoeg stond om de oorlog te winnen. Over de nederlaag in Midway sprak hij met geen woord.
Maar rond die tijd werd Tōjō zelf het slachtoffer van een proces dat hijzelf altijd had gesteund. Vroeger was hij van mening dat het goed was dat het leger soms eens actie ondernam zonder politieke interventie. Maar nu begon dit systeem zich tegen hem te wreken. Als de premier geen stem heeft in het beslissen van sommige militaire acties dan kan een land geen oorlog winnen, vond hij zelf na de oorlog. De reden waarom hij in de speech geen melding had gemaakt van de nederlaag was dat hij zelf pas een maand later op de hoogte was gebracht van deze mislukking.
In de kranten en op de radio werd Tōjō evenwel de hemel in geprezen. Veel tijd bracht hij door met het bezoeken van oorlogsfabrieken, vissersdorpen enzovoorts... Overal waar hij kwam was men onder de indruk van zijn uitstraling. Ook zijn persoonlijk motto, hard werken en je komt er wel, werd overal verspreid. Bijvoorbeeld toen vissers van een visserij klaagden over een tekort aan benzine riep hij luidkeels:
"Benzine, Benzine. Wie geeft er nu om benzine. Sta gewoon vroeger op!"
Hij had zelfs de tijd om een gevangenenkamp voor geallieerden te bezoeken. Getuigen van dit bezoek omschreven hem als een vriendelijk uitziende oude man die wel degelijk gaf om het lot van de gevangenen.
Het werd stilaan duidelijk dat Japan meer verliezen begon te tellen dan overwinningen. In Japan zelf werd alles stil gehouden door de pers om het moreel niet nog meer naar beneden te halen. De redevoeringen van Tōjō veranderden ook in toon, hij verkondigde na nog meer verliezen van Japan dat als men de oorlog zou verliezen dat dit zou komen door een verdeelde publieke opinie. Tōjō zag dat het slecht ging met de natie, mede door een verdeelde mening tussen de marine, het leger en de politici. Hij wilde dit probleem verhelpen maar zag maar weinig of geen oplossingen. En dus zocht hij toevlucht tot Mamoru Shigemitsu, voormalig ambassadeur in Londen. Misschien kon Tōjō door het verbeteren van de relaties met de andere Aziatische landen de Japanse natie militair versterken. Maar Brits-Indië, in wie Tōjō de grootste potentiële bondgenoot zag weigerde enige associatie met Japan. Ook de andere Aziatische landen waren onvermurwbaar en bogen niet voor Japan.

## Ondergang
De strategische situatie van Japan verslechterde steeds meer, ondanks heftig en suïcidaal verzet van vrijwel alle Japanse militairen. Op 16 en 17 februari 1944 lanceerden de Amerikanen een zware aanval op het Japanse hoofdkwartier op het eiland Truk, tegenwoordig bekend als Chuuk in de Carolinen, waarbij veel schepen met troepen aan boord werden vernietigd. Dit werd ook meegedeeld in het parlement door de eerste minister. Hij waarschuwde Japan er ook voor dat de moeilijkheden voor Japan nog veel groter zouden worden en dat het maar de vraag was of Japan de oorlog zou winnen. Op 20 februari nam Hideki dan toch de volledige controle over het leger. Hij eigende zichzelf de positie van Hoofd van het Leger toe en combineerde zo als eerste deze positie met het premierschap en de leiding van de kabinetten van Munitie, Onderwijs en Oorlog. 'Total Tōjō' werd zijn nieuwe bijnaam.
Het beleid van Tōjō kreeg steeds meer kritiek en velen raadden hem aan de oorlog te beëindigen. Zo ook de Jushin, een raad van voormalige ministers en premiers. Tōjō wilde hier echter niets van weten en dacht dat de Jushin van plan was om hem te ontslaan. Door het verlies van het eiland Saipan in de Marianen werden de tegenstanders nog aangemoedigd in hun plannen tot het smeden van een complot tegen Hideki Tōjō. De tijd was gekomen dat Tōjō de verantwoordelijkheid van de mislukking op moest eisen maar hij weigerde koppig om op te geven. Hij stelde zelfs voor aan Kido dat de keizer hem gratie moest verlenen voor het mogelijk verliezen van de oorlog. Tōjō wilde zelfs leden van de Jushin opnemen in zijn regering om te voorkomen dat hij zou worden ontheven van zijn functie.
Het pakte echter anders uit. In een onderlinge afspraak tussen de leden van de Jushin was er besloten dat de keizer moest worden geadviseerd om Hideki Tōjō te ontslaan. Tōjō wilde nog allerlei wijzigingen in zijn kabinet aanbrengen, maar hij stuitte op algemeen verzet. Ook Kishi, een van zijn jongste protégés, had hem in de steek gelaten. Dit kwam hard aan bij Tōjō, en enkele dagen later vertelde dezelfde Kishi dat hij zou aftreden als het voltallige kabinet samen met hem zou aftreden. Zelfs na aandringen van een in tranen uitgebroken Tōjō weigerde hij toe te geven. Na de aanstelling van de nieuwe premier, een voormalig Kantō-legergeneraal, Koiso (小磯) accepteerde Hideki zijn nederlaag. Op 18 juli trad hij af als eerste minister.
Diezelfde dag nog had hij aan zijn vrouw verteld om zich voor te bereiden om naar huis te gaan. Dit kwam geheel onverwacht voor haar. Zij had gedacht dat alleen de dood hem zou stoppen. Maar Tōjō vertelde haar dat hij meende zijn verantwoordelijkheden niet te hebben ontlopen, maar dat hij alles had gedaan wat in zijn macht lag en de omstandigheden het nu voor hem onmogelijk maakten om aan te blijven als premier. En dus keerde hij terug naar zijn ouderlijke huis in Tokio.
Voor Tōjō was dit een persoonlijk drama; hij moest een totaal ander levensritme aannemen. Voordien had hij vaak genoeg tegen zijn vrouw gezegd dat officier zijn een 24 op 24 uur bezigheid was. Nu had hij echter tijd over en wist hij niet hoe die te gebruiken. Haiku en Waka schrijven was niet zijn ding geweest en ook shogi of go kon hem niet meer boeien. Ondertussen moest Tōjō met ontzetting toekijken hoe de oorlog volledig de verkeerde kant opging voor Japan. Hij luisterde dagelijks naar de radio en volgde het nieuws in de kranten. Na het verlies van Saipan in juni 1944 rukten de Amerikanen verder op naar het eiland Iwo Jima, waar het stuitte op hevig verzet.
In januari 1945 nodigde keizer Hirohito alle staatslieden uit om hun visie op de oorlogssituatie te verkrijgen. Als voormalig premier en dus nu ook lid van de Jushin mocht Tōjō op 26 februari op bezoek bij de keizer komen. Nu werd duidelijk hoe verward Tōjō was geworden. Ook al waren de Filipijnen verloren, en daarmee de aanvoer van vitale natuurlijke hulpbronnen afgesneden, toch kon Tōjō de algemene situatie niet echt vatten. Hij vertelde de keizer dat Japan de oorlog kon overleven, dat de legers nog in Mantsjoerije en Korea genoeg waren om de natie te verdedigen en dat de luchtaanvallen uitgevoerd op de Japanse steden in niets te vergelijken waren met die op de Duitsers. Alles zou verslechteren maar als iedereen zich zou kunnen verenigen onder de keizer dan zou alles in orde komen.
Kort hierna trad Koiso af als eerste minister en moest er weer overlegd worden wie de nieuwe premier zou worden. Ook Tōjō nam deel aan deze debatten en vond dat een generaal nog altijd de beste keuze was. Hijzelf stelde dan ook generaal Hata voor. Maar Konoe en Kido waren het volstrekt oneens met Tōjō en stelden voor om iemand te verkiezen die niet de kant koos van het leger, maar voor Japan, om zo te redden wat er nog te redden viel. Japan werd bedreigd aan alle kanten. Steden als Ōsaka waren al volledig platgebombardeerd. Toen Hitler op 30 april zelfmoord pleegde en Duitsland enkele dagen later capituleerde, stond Japan er alleen voor.
In steden als Tokio, Osaka en Kobe hield het gewone leven op, elke dag was een dag van nieuwe terreur en helse bommen die de lucht bleven vullen. Toch hielden de generaals voet bij stuk en dachten ze dat één overwinning voldoende zou zijn om het tij te doen keren. En die overwinning moest dan maar plaatsvinden op Japanse bodem. Elke man, vrouw of kind werd ingezet om de geallieerden te weren uit het land. Onderhandelingen aanknopen voor vrede was ondenkbaar voor de geallieerden als er nog soldaten bereid waren om te vechten. Ze vroegen een volledige overgave van alle gewapende regimenten en soldaten of anders zou men Japan volledig verwoesten. De Japanners geloofden dit dreigement spijtig genoeg niet. Op 6 augustus veranderde Japan in een hel. De eerste atoombom was gelost op Hiroshima en had de totale verwoesting van deze stad tot gevolg.
Kort hierop volgde de aanval op Nagasaki en er waren geruchten dat het volgende doelwit Tokio zou zijn. Hideki Tōjō geloofde de geruchten, en raadde zijn vrouw en familie aan om de stad te ontvluchten. Hij zou blijven aangezien opgeven niet in hem zat en de keizer misschien nog een beroep op hem zou doen. Op 15 augustus verklaarde keizer Hirohito dat Japan akkoord zou gaan met de Verklaring van Potsdam en de gevechten zou staken. Vele jonge officieren kwamen dit met Tōjō bespreken, maar deze bleef heel nuchter. Tōjō vond dat het de wil van de keizer en de regering was en die moest dus gehoorzaamd worden. In de dagen die volgden, bezette het leger van generaal Douglas MacArthur zowel Yokohama als Tokio en hadden de troepen van Jozef Stalin het Kantō-leger in Mantsjoerije overmeesterd.
De bezetting door de geallieerden zorgde voor een verandering in de gedachtegang van Hideki Tōjō. Hij stuurde zijn vrouw en kinderen op weg naar andere familieleden in Kyūshū. Het was duidelijk dat the razor van plan was om zich van het leven te benemen na het horen van de overgave. Voor hem moest een soldaat altijd klaar zijn om de dood te aanvaarden. De geruchten dat Hideki zijn leven zou beëindigen hadden ook al de regering bereikt en Tōjō werd in een brief van generaal Shimomura (下村) naar zijn verdere intenties gevraagd. Tōjō repliceerde dat hij bereid was om de volledige verantwoordelijkheid van de oorlog op zich te nemen maar dat hij geen aanstalten maakte om dit voor de regering en de overwinnaars te verklaren.

## Zelfmoordpoging

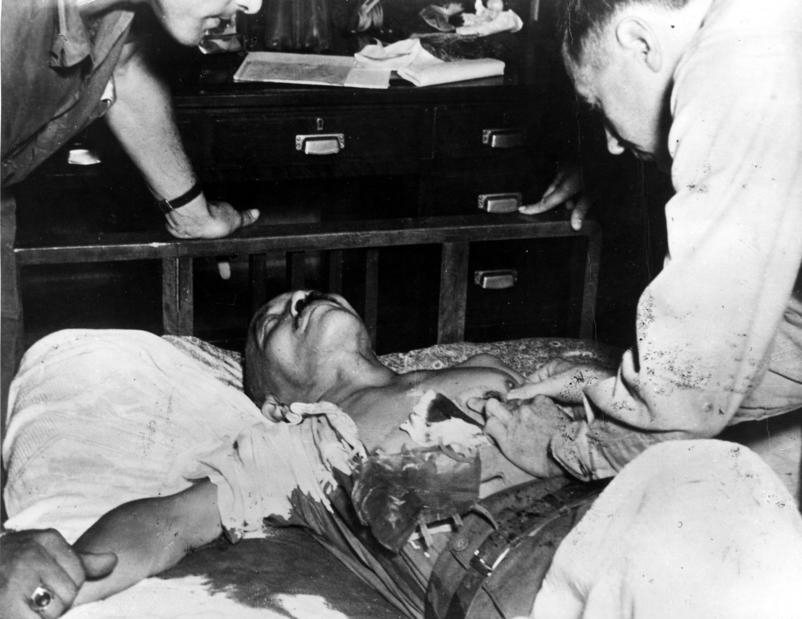
Tōjō na zijn mislukte zelfmoordpoging

Na een interview te hebben afgelegd wist Tōjō dat weldra de tijd zou komen dat MacArthur hem zou oproepen om een verklaring af te leggen. Op 11 september 1945 kwamen twee agenten die welbekend waren bij de familie Tōjō langs om 'even' met Tōjō te spreken. Deze stuurde ze echter weg en sloot de deur achter zich. Rondom het huis hadden zich in die tijd verscheidene patrouilles gevestigd. De geallieerden waren uiteindelijk gekomen om hem op te halen. Na door een klein raampje te vragen aan de omstaanders of ze een arrestatiebevel konden voorleggen sloot hij zich helemaal op en kort daarna volgde er een geweerschot. De geallieerden die hierop binnenvielen vonden Hideki Tōjō, onderuitgezakt met de blik gericht naar het paleis, in de zetel met een schot ter hoogte van het hart. De commotie die volgde was uitzinnig. Amerikanen die door elkaar riepen, journalisten en fotografen die gretig het nieuws vastlegden en bezorgde inwoners en een dokter die Tōjō probeerde te redden maar verklaarde dat de toestand hopeloos was.
De ironie van het hele gebeuren was dat Tōjō uiteindelijk toch nog overleefde. Hij werd gered door uitgerekend een Amerikaanse dokter die net op tijd met een ambulance arriveerde en het broodnodige (Amerikaans) bloed toediende bij de voormalige premier. Na deze mislukte zelfmoordpoging regende het bakken kritiek, en heel de wereld mokte met Tōjō. Het feit dat de gefaalde oorlogsleider nog niet eens zijn eigen dood kon waarmaken werd met hoongelach onthaald. Overal werden onwaarheden omtrent Tōjō verspreid, zoals een vermeende buitenechtelijke relatie met een actrice. In Tokio zelf werd er met Tōjō gespot tijdens verscheidene theatervoorstellingen. Er waren zelfs theorieën dat Tōjō zijn zelfmoord in scène zou hebben gezet, maar de kogel had zijn hart maar op enkele millimeters gemist en dus was het duidelijk dat zelfmoord zijn uiteindelijke doel geweest was. Ook had een dokter genaamd Suzuki een kruis over de plek getekend waar hij moest schieten.

## Tokiotribunaal

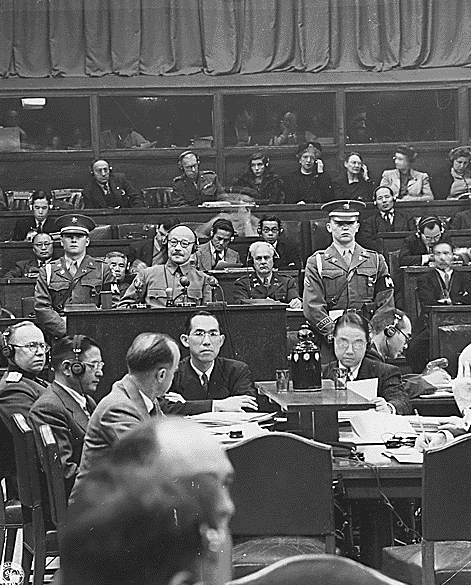
Tōjō op zijn proces

### Aanloop
Op 3 mei 1946, begon het proces tegen Japanse oorlogsmisdadigers tijdens WO II. Hideki zat al die tijd al in de Sugamo-gevangenis (巢鴨拘置所) en een tijdje ervoor in de gevangenis van Omori waar hij slechts werd behandeld. Tōjō's vrouw mocht haar man elke week twee keer bezoeken. Voor velen was de aanwezigheid van Hideki Tōjō een eer. Zoals luitenant-kolonel Kenworthy die de leiding had over het aanwezige politiekorps dat de orde tijdens het proces moest handhaven. In een artikel in een Japanse krant schrijft Kenworthy dat hij nooit de indruk had dat hun relatie die van gevangene en bewaker was. Hij vond het eerder een meester-leerling relatie. Tōjō, stelde dat Kenworthy hem geduld en verdraagzaamheid had bijgebracht. Ook voor andere gevangenen was Tōjō een licht in de duisternis, iemand die de moraal hoog hield en hen steunde in de moeilijke tijden.
Hoofdaanklager Joseph Keenan kon maar weinig vaart in het proces krijgen en door de vele nodige vertalingen was het hele gebeuren een slaapverwekkende vertoning. Behalve op de eerste dag waarop de later gek verklaarde dokter Okawa, Tōjō een tik op het achterhoofd gaf, hing er in het gerechtsgebouw maar een gespannen en gestresseerde sfeer. Tijdens de ondervraging van Hideki Tōjō kreeg de buitenwereld het beeld van een sympathiek en imposant man te zien. In tegenstelling tot de stijve aanklager was Tōjō ontspannen gedurende het hele proces, maar achter zijn zorgvuldig opgebouwde muur van geduld bleek een heel ander persoon te zitten - iemand die het einde zo snel mogelijk tegemoet wilde gaan.

### Zijn verhaal
Vooral de buitenlandse pers zat te wachten tot de dag dat Tōjō's ondervraging startte. Aangezien de keizer niet verantwoordelijk werd gehouden, mede door de hulp van generaal MacArthur, werd Hideki Tōjō aangezien als de 'grote' schuldige. Al snel bleek dat Tōjō de volledige verantwoordelijkheid op zich nam voor de beslissing van Japan om ten strijde te trekken. Hij was van mening dat die beslissing uitgelokt was door Groot-Brittannië en de VS die al gedurende de jaren 30 Japan aan het provoceren waren. Door de economische sancties van China en Amerika had Japan een kritiek punt bereikt en was de volgende stap een keuze tussen een mogelijke overwinning of vernietiging van Japan. Tōjō getuigde ook dat de Aanval op Pearl Harbor niet als een sneak attack was bedoeld.
Dan was er het probleem van de behandeling van de krijgsgevangenen. Ook hier vertelde hij dat het niet zijn opzet was dat de Japanse officieren zich zo wreed gedroegen. De rapporten van deze onmenselijke toestanden stuurde Hideki door naar het bureau dat daarvoor bevoegd was. Maar zijn eigen macht om hieraan iets te doen werd beperkt door de vrije hand die de officier ter plaatse had. Terloops vermeldde hij ook nog dat de overwinnaars van de Tweede Wereldoorlog al sinds de Middeleeuwen bezig waren met onmenselijke praktijken in Azië. Ook de kwestie van raciale gelijkheid die Japan wilde afdwingen in Versailles werd geweigerd door de Britten en de VS, voegde hij toe. Wat vooral opviel was dat Tōjō de schuld tot zichzelf wilde beperken. Hij stelde dat de keizer in geen geval aansprakelijk gehouden kon worden, aangezien die geen vrije keuze had in het doen en laten van de regering.

### Uitspraak
Het uiteindelijke vonnis voor alle beklaagden viel tussen 4 en 11 november 1948. Hideki kreeg pas als laatste zijn straf te horen. Hij werd schuldig bevonden voor
- Aanklacht 1: een aanvalsoorlog voeren en oorlogvoering in strijd met internationaal recht
- Aanklacht 27: niet uitgelokte aanvalsoorlog voeren tegen de Chinese Republiek
- Aanklacht 29: niet uitgelokte aanvalsoorlog voeren tegen de Verenigde Staten van Amerika
- Aanklacht 31: niet uitgelokte aanvalsoorlog voeren tegen het Britse Gemenebest
- Aanklacht 32: niet uitgelokte aanvalsoorlog voeren tegen het Koninkrijk der Nederlanden
- Aanklacht 33: aanvalsoorlog voeren tegen de Franse Republiek
- Aanklacht 54: bevelen, goedkeuren en toelaten van onmenselijke behandeling van krijgsgevangenen en anderen

Hij werd veroordeeld tot de doodstraf door ophanging. Op de dag dat het vonnis uitgesproken werd bezocht mevrouw Tōjō haar man met hun twee dochters. Ze trof hem in een goede bui aan. Hij vroeg haar enkel nog een boodschap door te geven aan Giichi Miura, een filosoof wiens visie hij bewonderde. Daarna stuurde hij haar weer naar huis, waar Katsuko Ito het uiteindelijke vonnis via de radio te horen kreeg.
Zijn eigen einde had hij al lang van tevoren zien aankomen. Over de straffen van sommige andere was hij evenwel verbaasd. De terugkeer naar zijn cel verliep streng en het gebruik van zijn bril werd hem zelfs ontnomen. Toch sliep hij goed en werden in de ochtend zijn persoonlijke spullen teruggegeven. Persoonlijk was hij tevreden over het feit dat de cel alleen voor hem was en dat er boeddhistische soetra's ter zijner beschikking stonden. Minder blij was hij met de strenge veiligheidsmaatregelen die na de uitspraak opgedreven waren. Zo moest hij een volledig, naar eigen zeggen denigrerend, lichamelijk onderzoek ondergaan om te voorkomen dat er ergens gifpillen waren verstopt.
Tōjō's ongenoegen werd duidelijk in de brief die hij richtte aan het hoofd van de Sugamogevangenis.
In deze brief vermeldde Tōjō dat hij graag met alle eer terecht zou worden gesteld. Ook vroeg hij nog vijf andere zaken:
- Dat de lagere rangen zich moesten onthouden van denigrerende kritiek en commentaar.
- De vraag naar religieuze vrijheid. Dit was belangrijk voor de rituelen voor en na de dood.
- De eis om één keer per dag buiten in het zonlicht te lopen.
- De vraag naar het voorzien van een omgeving waarin hij zijn mentale training kan ontwikkelen om zich op de dood voor te bereiden.
- De vraag voor de terbeschikkingstelling van een ruimte om van zijn familieleden afscheid te nemen.

Zijn laatste dagen bracht Tōjō door met het uitproberen van tanka's maar vooral met het lezen van boeddhistische literatuur. Toen het finale moment eindelijk daar was kwam zijn familie hem nog een laatste bezoek brengen. Vreemd genoeg was de sfeer zeer gespannen en ongemakkelijk. Mevrouw Tōjō weet dit later vooral aan het feit dat ze alles tegen elkaar al hadden gezegd wat er te zeggen viel. Wat Tōjō wel opviel was dat zijn kleinste dochter de hele tijd naar zijn geboeide handen staarde. Hierop vertelde hij haar: "Ze kunnen mijn handen en voeten vastbinden maar niemand zal ooit mijn hart vastbinden."
Na hun vertrek overhandigde hij aan de lokale boeddhistische priester een zelfgeschreven haiku voor zijn vrouw en een brief waarin hij haar verzocht om haar eigen leven niet te beëindigen als eerbetoon aan hemzelf, maar in leven te blijven voor de kinderen. Ook gaf hij de priester zijn persoonlijk testament. Hierin stond ook nog eens zijn visie en laatste woorden. Hij verontschuldigde zich hierin ook tegenover de keizer en de Japanse natie. Over zijn executie schreef hij alleen maar dat hij blij was om zijn schuld ten overstaande van het Japanse volk te kunnen inlossen. Voor zijn executie bezocht hij nog de Boeddhistische tempel en bedankte de priester voor hun samen gespendeerde tijd. Hideki Tōjō stierf om exact 1u30 in de ochtend van 23 december 1948.  Enkele uren later werd zijn lichaam verbrand in een crematorium in Yokohama. De as werd diezelfde dag nog in een vliegtuig geladen en in de Stille Oceaan op zo'n 45 kilometer van de kust voor Yokohama over een wijd gebied uitgestrooid.
- Bibsys: 90963167
- Bibliothèque nationale de France: cb169058526 (data)
- CiNii: DA07998343
- Gemeinsame Normdatei: 119127474
- International Standard Name Identifier: 0000 0000 8102 2834
- Library of Congress Control Number: n50013862
- National Archives and Records Administration: 10581422
- Bibliotheek van het Japanse parlement: 00085935
- Nationale Bibliotheek van Israël: 987007297829905171
- Nationale Bibliotheek van Polen: a0000003618988
- Nederlandse Thesaurus van Auteursnamen: 117391301
- SNAC: w6td9zgp
- Système universitaire de documentation: 116569212
- Museum of New Zealand Te Papa Tongarewa: 65796
- Virtual International Authority File: 22944458
- WorldCat: E39PBJwMwYrGF9pdGqGJgqJqwC

Ito Hirobumi · Kuroda Kiyotaka · Sanetomi Sanjo · Yamagata Aritomo · Matsukata Masayoshi · Ito Hirobumi · Kuroda Kiyotaka · Matsukata Masayoshi · Ito Hirobumi · Okuma Shigenobu · Yamagata Aritomo · Ito Hirobumi · Saionji Kinmochi · Katsura Tarō · Saionji Kinmochi · Katsura Tarō · Saionji Kinmochi · Katsura Tarō · Yamamoto Gonnohyōe · Ōkuma Shigenobu · Terauchi Masatake · Hara Takashi · Uchida Kosai · Takahashi Korekiyo · Katō Tomosaburō · Uchida Kosai · Yamamoto Gonnohyōe · Kiyoura Keigo · Katō Takaaki · Wakatsuki Reijirō · Tanaka Giichi · Osachi Hamaguchi · Kijūrō Shidehara · Osachi Hamaguchi · Wakatsuki Reijirō · Inukai Tsuyoshi · Takahashi Korekiyo · Saitō Makoto · Keisuke Okada · Fumio Gotō · Keisuke Okada · Kōki Hirota · Senjūrō Hayashi · Fumimaro Konoe ·
Hiranuma Kiichirō · Nobuyuki Abe · Mitsumasa Yonai · Fumimaro Konoe · Hideki Tojo · Kuniaki Koiso · Kantarō Suzuki · Prins Higashikuni Naruhiko · Kijūrō Shidehara · Shigeru Yoshida · Tetsu Katayama · Hitoshi Ashida · Shigeru Yoshida · Ichirō Hatoyama · Tanzan Ishibashi · Nobusuke Kishi · Tanzan Ishibashi · Nobusuke Kishi · Hayato Ikeda · Eisaku Satō · Kakuei Tanaka · Takeo Miki · Takeo Fukuda · Masayoshi Ōhira · Masayoshi Ito · Zenko Suzuki · Yasuhiro Nakasone · Noboru Takeshita · Sōsuke Uno · Toshiki Kaifu · Kiichi Miyazawa · Morihiro Hosokawa · Tsutomu Hata · Tomiichi Murayama · Ryutaro Hashimoto · Keizo Obuchi · Mikio Aoki · Keizo Obuchi · Yoshiro Mori · Junichiro Koizumi · Shinzo Abe · Yasuo Fukuda · Taro Aso · Yukio Hatoyama · Naoto Kan · Yoshihiko Noda · Shinzo Abe · Yoshihide Suga · Fumio Kishida ·  Shigeru Ishiba